# Казнаков, Николай Иванович
Никола́й Ива́нович Казнако́в (5 (17) ноября 1834, с. Барыково, Иверовская волость Старицкого уезда, Тверская губерния — 1 (14) июля 1906) — русский адмирал (1901), генерал-адъютант.

## Биография
Происходил из древнего дворянского рода Тверской и Ярославской губерний Казнаковых. Отец — Иван Фёдорович Казнаков (1803—?); мать — Елизавета Антоновна, урождённая Березовская; брат - капитан-лейтенант Геннадий Иванович Казнаков (07.06.1847—06.07.1883).
Жена — Клеопатра Александровна Мельникова (1838—1904), по отзыву современника, была «очень милая и хорошая женщина, она жила с мужем душа в душу и обожала его, да и нельзя его было не любить, он был прекрасный, добрый человек, и во всей его личности что-то было особенно симпатичное». Похоронена на кладбище Новодевичьего монастыря в Петербурге. В браке имели дочерей — Елизавету (1866—1900) и Ольгу (1867—27.07.1870, Лондон), сына Николая (1869—29.07.1870, Лондон), сына Николая (родился 26 марта (8 апреля) 1874 г. в г. Николаеве).

## Служба
В октябре 1845 года Николай Казнаков был определён в Морской кадетский корпус; с 18 августа 1850 года — гардемарин. По окончании курса, 13 августа 1852 года, был произведён в мичманы и оставлен для дальнейшего обучения в офицерском классе, Спустя три года, 4 мая 1855 года, ему был вручён знак «За успехи в науках» и присвоен чин лейтенанта.
В январе 1862 года получил чин капитан-лейтенанта и назначен адъютантом к генерал-адмиралу великому князю Константину Николаевичу; 12 октября 1863 года назначен командиром броненосной башенной лодки «Вещун»; 27 марта 1866 года назначен командиром клипера «Яхонт». В 1867 году был награждён орденом Св. Станислава 2-й степени с императорской короной.
22 апреля 1868 года Казнаков был назначен командиром корвета «Аскольд» с переводом в 7-й флотский экипаж, а в следующем году был награждён орденом Святой Анны 2-й степени.
1 января 1870 года произведён в чин капитана 2-го ранга и назначен командиром фрегата «Рюрик». В 1871 году исправлял обязанности начальника штаба главного командира Николаевского порта. 16 апреля 1872 года за отличие по службе был произведён в чин капитана 1-го ранга.
Во время Русско-турецкой войны 1877—1878 Н. И. Казнаков командовал Нижнедунайской флотилией и за отличие был награждён орденом Святого Владимира 3-й степени.
1 января 1879 года Казнакову было пожаловано звание флигель-адъютанта, а 13 апреля он был назначен начальником штаба главного командира Черноморского флота и портов.
В 1880—1882 годах занимал должность директора канцелярии Морского министерства. В 1882 году за отличие по службе был произведён в чин контр-адмирала. В 1883—1884 годах исправлял должности директора Инспекторского департамента Морского министерства и члена Главного военно-тюремного комитета. Командовал отрядом судов «в греческих водах». В 1885 году пожалован мекленбургским орденом Вендской короны большого креста.
10 октября 1886 года назначен главным инспектором морской артиллерии; 1 января 1889 года произведён в чин вице-адмирала.
В 1889 году в составе российского правительства Н. И. Казнаков участвовал в международной конференции по морским вопросам в Вашингтоне, на которой впервые обсуждалось предложение об учреждении постоянной международной организации, которая занималась бы вопросами мореплавания.
 
В 1891 году он — командующий практической эскадрой Балтийского флота, старший флагман 1-й флотской дивизии.
В 1893 году Н. И. Казнаков командовал российской эскадрой, посетившей Соединенные Штаты для участия в праздновании 400-летия открытия Америки. После возвращения в Россию, 30 августа 1893 года, он сменил в должности командира Кронштадтского порта и военного губернатора Кронштадта С. П. Шварца. Эту должность он исполнял до 6 декабря 1899 года. В 1894 году награждён орденом Святого Владимира 2-й степени, а 14 мая 1896 года пожалован орденом Белого Орла и баденским орденом Льва 1-й степени.
Именно Казнаков в 1896 году стал инициатором реализации давнишней идеи постройки в Кронштадте большого каменного храма: 15 октября 1896 года в пояснительной записке он высказал мысль о том, что «будущий морской храм должен быть не только местом молитвы, но и памятником, ибо Кронштадт есть колыбель
русского флота». В 1897 году прошение вице-адмирала Казнакова получило поддержку императора Николая II, и был образован комитет для сбора пожертвований на сооружение Морского собора. За свою административную деятельность Николай Иванович Казнаков был избран почётным гражданином Кронштадта.
6 декабря 1899 года он был назначен членом Адмиралтейств-совета, а 6 декабря 1901 года произведён Высочайшим приказом № 492 в чин адмирала. 13 августа 1902 года Казнаков был назначен генерал-адъютантом к Его Императорскому Величеству. В 1904 году он был назначен представителем России в международной следственной комиссии по так называемому Гулльскому инциденту.
4 июля 1906 года газета «Котлин», издававшаяся в Кронштадте сообщила: 

1 июля в 4 часа утра скончался на 73-м году жизни член Адмиралтейств-совета, Председатель Императорского Российского общества спасения на водах, член конференции Николаевской морской Академии генерал-адъютант адмирал Николай Иванович Казнаков».
Похоронен в ограде Вознесенской церкви села Борыково, построенной «при его участии и сочувствии», вместе со своими родителями.